# Code Ōmi
Le code Ōmi (近江令, ōmiryō) est une collection de règles de gouvernement compilée en 668, ce qui en fait la première collection de lois ritsuryō du Japon classique. Ces lois ont été compilées par Fujiwara no Kamatari sous les ordres de l'empereur Tenji.
Ce recueil de lois est maintenant perdu et son existence - contestée - est évoquée uniquement par des références dans de courts documents ultérieurs (parmi lesquels le Tōshi Kaden, une histoire des Fujiwara). Il est en outre absent du Nihon Shoki.
Le Ōmi-ryō en vingt-deux volumes est promulgué durant la dernière année du règne de Tenji. Cette codification juridique n'existe plus mais sert de base au code Asuka Kiyomihara  de 689, ces deux derniers codes étant des précurseurs du code de Taihō (ritsu-ryō) de 701.

## Sources
- Richard Ponsonby-Fane, Richard Arthur Brabazon. (1959). The Imperial House of Japan. Kyoto: Ponsonby Memorial Society. OCLC 194887
- Varley, H. Paul, ed. (1980). Kitabatake Chikafusa, 1359, Jinnō Shōtōki ("A Chronicle of Gods and Sovereigns: Jinnō Shōtōki of Kitabatake Chikafusa" translated by H. Paul Varley). New York: Columbia University Press.  (ISBN 0-231-04940-4).